# Daniel Munteanu
Daniel George Munteanu (n. 6 iunie, 1978 în Onești) este un fost fotbalist român, retras din activitate.

## Titluri
| Sezon | Club      | Titlu               |
| ----- | --------- | ------------------- |
| 2008  | FC Vaslui | Cupa UEFA Intertoto |